# 王晓达
王孝达（1939年8月8日—2021年2月24日），笔名王晓达，男，江苏苏州人，中国科幻作家、科普作家。

## 生平
1939年生于江苏苏州的知识分子家庭。父亲王尚忠是化工工程师，祖父王怀琛是知名钢铁冶炼专家。1950年毕业于苏州尚德小学。1953年至1956年，先后毕业于苏州市第一初级中学和苏州高级中学。1961年毕业于天津大学机械系，先后在成都汽车配件厂及成都工程机械厂从事技术工作。1979年被调到成都大学机械系担任教师。处女作《波》发表于1979年4月的《四川文学》，一举成名。2021年2月24日逝世。

## 社会兼职
曾任中国科普作家协会科学文艺委员会委员、四川省科普作家协会副主席、成都市作家协会副主席。

## 奖项和荣誉
1996年被国家科委、中国科协授予“全国先进科普工作者”荣誉称号。2008年入选“50年四川十大杰出科普作家”。